# Bornita
La bornita o erubescita es un mineral del grupo de los Sulfuros. Es un sulfuro de hierro y cobre, de color cobre manchado con iridiscencias púrpuras, por lo que se le da el apodo de pavo real mineral.
Se describió por primera vez en 1725 por una ocurrencia en las montañas de Krušné Hory (montes Metálicos), región de Karlovy Vary, Bohemia, en lo que ahora es la República Checa. Fue luego descrita en 1845 por el mineralogista alemán  Wilhelm Karl Ritter von Haidinger que la nombró en honor al mineralogista austriaco  Ignaz von Born (nacido como Born Ignác en una familia húngara) (1742-1791).

## Ambiente de formación
Formándose como mineral primario de cobre en los filones pegmatíticos e hidrotermales asociados a cámaras magmáticas. También puede aparecer de forma secundaria, en las zonas de oxidación de los yacimientos asociada a la malaquita.

## Localización y extracción
Es extraída por su importancia industrial como mena del cobre y se encuentra en depósitos porfíricos junto con otra mena de cobre más abundante y común, la calcopirita. Tanto la calcopirita como la bornita son sustituidas por calcocita y covelita en los depósitos enriquecidos en cobre.
También aparece diseminada en rocas ígneas máficas y en materiales sedimentarios cupríferos, algunos yacimientos de gran riqueza en bornita como los que se encuentran en México y Estados Unidos. También hay grandes yacimientos en Perú y Chile.